# Berque
Berque es una localidad de Bolivia, ubicada en las tierras altas al suroeste del país. Administrativamente se encuentra en el municipio de Villazón de la provincia de Modesto Omiste en el departamento de Potosí.
La localidad se encuentra a una altitud de 3.474 m s. n. m., dos kilómetros al este del río Churqui Pampa, que fluye aguas abajo a través del río Talina hasta el río San Juan del Oro. La institución educativa "Unidad Educativa Berque" se encuentra en el extremo este del pueblo. Berque es conocido por su alfarería, con su producción artesanal de vasijas de gran tamaño como ollas, jarrones, floreros, cántaros, entre otros objetos. Debido a esto, la localidad pertenece a la Ruta de la Cerámica, junto a otras localidades en la región.

## Geografía
Berque está ubicado en la parte sur de la meseta árida del Altiplano boliviano. Debido a la ubicación interior, el clima es fresco y seco y se caracteriza por un clima diurno típico en el que las fluctuaciones de temperatura entre el día y la noche suelen ser significativamente mayores que las fluctuaciones estacionales.
La temperatura media anual es de 11 °C y fluctúa solo levemente entre 5 °C en junio/julio y 14 °C de noviembre a marzo. La precipitación anual es de sólo unos 350 mm, con una estación seca pronunciada de abril a octubre con una precipitación mensual inferior a 10 mm, y una estación húmeda de diciembre a febrero con 70-90 mm de precipitación mensual.

## Transporte
Berque se encuentra a 297 kilómetros por carretera al sur de Potosí, la capital departamental.
Desde Potosí, la ruta nacional Ruta 1 proveniente del lago Titicaca conduce hacia el sureste y luego de 37 kilómetros llega al pueblo de Cuchu Ingenio. Aquí se bifurca la Ruta 14, que llega a la ciudad de Tupiza luego de 224 kilómetros en dirección sur, pasando por Tumusla, Cotagaita y Hornillos.
Para llegar a Berque, en Tupiza se mantiene en el margen oeste del río Tupiza y sigue el camino que bordea el río durante tres kilómetros, para luego salir del río en dirección suroeste y seguir otros siete kilómetros. Aquí el camino se bifurca, un camino de montaña que se dirige hacia el oeste hasta Thola Mayo (Chacopampa), mientras que el camino principal continúa hacia el sur a través de Quiriza y San Miguel de Kataty hasta llegar a San José de Pampa Grande. Se cruza el río Talina, se encuentra con Acnapa en el lado oeste del río, luego de otros nueve kilómetros se llega al pueblo de Talina más al sur y luego de otros seis kilómetros se llega a Chipihuayco. En las afueras del sureste de Chipihuayco, se cruza el río Talina en dirección sureste y se sigue el camino de tierra once kilómetros hasta Chagua y luego once kilómetros al sur hasta finalmente llegar a Berque. Desde allí son aproximadamente 35 kilómetros al sureste hasta la ciudad fronteriza de Villazón, y doce kilómetros al oeste hasta Casira Grande.

## Demografía
La población del pueblo se ha mantenido casi constante en la década entre los dos últimos censos:
| Año  | Habitantes | fuente |
| ---- | ---------- | ------ |
| 1992 | -          | Censo  |
| 2001 | 298        | Censo  |
| 2012 | 291        | Censo  |